# Hermandad de San Albán y San Sergio
La Hermandad de San Albán y San Sergio es una organización religiosa fundada en 1928 para facilitar el contacto entre los cristianos orientales y occidentales, específicamente anglicanos y ortodoxos orientales. Toma su nombre de san Albán (o Albano), el protomártir de Inglaterra, y san Sergio, un importante santo ruso. Publica Sobornost, periódico seriado sobre temas ortodoxos, y patrocina una conferencia anual sobre temas espirituales o históricos de la Iglesia ortodoxa.
Nicholas Zernov y su esposa Militza escribieron La Hermandad de San Albán y San Sergio: Recuerdo Histórico en 1979 para conmemorar el 50.º aniversario de la hermandad. Tiene su sede en Oxford, Inglaterra. Existen sedes activas en Bulgaria, Dinamarca, Grecia, Rumania, Rusia, Suecia y el Reino Unido.